# Catharine Simonsen
Catharine Simonsen (Kopenhagen, 7 maart 1816 – aldaar 3 mei 1849) was een Deens operazangeres.

## Achtergrond
Catharine Elisabeth Rysslaender werd geboren in een arm ambachtsfamilie met een Finse vader en Zweedse moeder.  Ze huwde op achttienjarige leeftijd met violist Sophus Simonsen (1810-1857). Haar zangcarrière werd vroegtijdig afgebroken. Ze overleed in het kraambed, acht kinderen en haar man achterlatend. Een van die kinderen was Niels Juel Simonsen. De kinderen werden na het eveneens vroegtijdig overlijden van Sophus Simonsen bij verschillende families ondergebracht. Onder haar niet directe nakomelingen bevinden zich Hakon Schmedes (componist), Erik Schmedes (operazanger) en Gerda Christophersen (theaterdirecteur/toneelacteur). Ze werd in 1843 onderscheiden als koninklijk kamerzangeres (gelijktijdig met Felicità Forconi). Ze werd ooit geportretteerd door Emil Bærentzen.

## Muziek
Ook arm ook de familie was, ze kreeg al vanaf haar achtste muzieklessen. Ze zat achter de piano en zong. Vanaf 1829 kreeg ze lessen van Giuseppe Siboni en bleef daar tot 1839 in de leer. De lessen van de uit Italiaanse afkomstige zanger stelde haar later mede in staat  rollen in Italiaanse opera’s goed te vertolken, zoals in Guillaume Tell van Rossini. Op veertienjarige leeftijd maakte ze al haar debuut in Det Kongelige Teater. Na haar trouwen zorgden de vele kinderen voor een oponthoud in haar loopbaan, maar in 1840 stond ze toch in het Hofteatret. Ze ontmoette in 1843 Felix Mendelssohn Bartholdy tijdens een concertreis in Duitsland, maar dorst het niet aan daar te blijven. In 1845 schitterde ze naast Jenny Lind in Norma van Vincenzo Bellini. Tot aan haar dood was ze geliefd in met name de Italiaanse opera’s. In 1848 stond ze voor het laatst op het podium in Don Giovanni.